# Julia Svan
Julia Svan (* 20. Februar 1993) ist eine ehemalige schwedische Skilangläuferin.

## Werdegang
Svan startet erstmals im Januar 2013 im Scandinavian Cup und wurde später im Monat mit der schwedischen Staffel Junioren-Weltmeisterin in Liberec. Im Februar 2013 wurde sie Fünfte im Sprint in Jõulumäe und platzierte sich damit erstmals in den Top 5 beim Scandinavian Cup. Ihr Debüt im Skilanglauf-Weltcup gab Svan im März 2013 über 10 km klassisch in Lahti, wo sie Platz 47 belegte. Im Dezember 2013 erzielte sie beim Scandinavian Cup in Vuokatti mit Platz zwei über 10 km klassisch ihre erste Podiumsplatzierung und wurde über 10 km Freistil Fünfte. Im Anschluss startete Svan bei der Tour de Ski 2013/14, die sie als 41. beendete.
2017 beendete sie ihre Karriere aus Verletzungs- und Krankheitsgründen.

## Persönliches
Svan ist die Tochter des vierfachen Skilanglauf-Olympiasiegers und früheren Gesamtweltcupsiegers Gunde Svan.